# مسجد رکن‌الملک
مسجد رکن‌الملک مربوط به سدهٔ ۱۳ ه‍.ق است و در خیابان فیض اصفهان، مجموعه تخت فولاد و جنب تکیه حاجی آباده‌ای واقع شده است. این اثر در تاریخ ۲۵ اردیبهشت ۱۳۵۷ با شمارهٔ ثبت ۱۶۰۴ به‌عنوان یکی از آثار ملی ایران به ثبت رسیده است.

این مسجد توسط سلیمان‌خان رکن‌الملک ملقب به «رکن‌الملک»، نایب‌الحکومهٔ ظل السلطان، (حاکم اصفهان) در سال ۱۳۲۵ قمری بنا شده است. نام اولیه این مسجد «مسجدالاقصی» بوده که تدریجاً بین مردم به نام سازنده آن شناخته و معروف می‌شود. چندین ماده‌تاریخ در مورد بنای آن وجود دارد که همگی به همین سال اشاره دارند. اما در کاشی‌کاری ایوان اصلی مسجد تاریخ ۱۳۱۹ قید شده که به وضوح مشخص است. از جمله:
و نیز
هم چنین نورالله نجفی اصفهانی گفته است:
| چون ز رکن‌الملک و الدین آن سلیمان دوم |  | شد بنای مسجد الاقصی هدی للمتقین  |
| سر برون آورد نور و بهر تاریخش سرود   |  | از سلیمان شد بنای مسجد اقصی متین |

مسجد رکن‌الملک از سمت شرق به خیابان فیض، از جنوب به کوچه تکیه میرفندرسکی، از شمال به باغ والهیه و از جنوب شرق به تکیه آباده‌ای می‌رسد.
بنای مسجد تماماً از آجرهای چهارگوش و به سبک قاجاری بناشده است. ساخت آن چندین سال به طول انجامیده و نقشه آن برگرفته از مسجد حکیم و مسجد سید اصفهان می‌باشد.

## ساخت و ویژگی‌های بنا
رکن‌الملک این مسجد را برای اقامهٔ نماز و برگزاری دعای کمیل محمدرضا کلباسی اشتری احداث نمود و پس از استقبال مردم اصفهان، مصمّم به تکمیل این بنا گردید و با ساخت گنبد و صحن بزرگ مسجد و حجره‌های اطراف آن، ساخت مسجد را به اتمام رساند.
این مسجد دارای ۲ در و سردر ورودی منقوش به انواع نقوش گل کاشی‌کاری می‌باشد. سر در اصلی حدود ۹ متر عرض دارد که به دلیل اختلاف ارتفاع حدود ۸۰ سانتی‌متری این بنا از سطح خیابان با چند پله با فضای بیرونی ارتباط دارد. بر روی این طاق قوسی درقسمت بام سردر یک بنای چوبی قرار دارد که جایگاه مؤذن برای اعلان اذان بوده است.
بعد از عبور از سردر اصلی مسجد، صحن کوچک مسجد با حجره‌هایی دورتادور قرار دارد. در بخشی از این صحن کوچک، مقبره‌ای قرار دارد که در آن بزرگان خاندان کلباسی به خاک سپرده‌شده‌اند. در ضلع جنوب این صحن سر دری قرار دارد که ورودی آب‌انبار معروف مسجد است. سنگی که بر دیوار آب‌انبار نصب‌شده و با خط نستعلیق برجسته طی اشعاری ماده‌تاریخ اتمام آب‌انبار را سال ۱۳۲۱ هجری قمری ذکر کرده است. در انتهای صحن کوچک سردری زیبا مشاهده می‌شود که کتیبه‌ای به قلم سیدهاشم طوبی اشعاری به سال ۱۳۲۰ هجری قمری نوشته شده است. دو تصویر نقاشی شده از رکن‌الملک در دو طرف آن به چشم می‌خورند.
بعد از عبور از سردر یک دالانی صحن کوچک را به صحن بزرگ‌تر مسجد متصل می‌نماید. در همین دالان حجره‌ای وجود دارد که محل آرامگاه میرزا سلیمان خان رکن‌الملک شیرازی به همراه همسرش می‌باشد که با اشعار او زینت داده‌شده و ضریحی چوبی بر مزار وی ساخته‌شده است. سردر مقبره رکن‌الملک، تاریخ درگذشت وی بر روی کاشی معرق در سال ۱۳۹۱ قمری تزئین شده است.
با ورود به صحن مسجد، گنبد بزرگ فیروزه‌ای و صحنی چهارایوانه در برابر چشم بیننده ظاهر می‌شود که حوضی زیبا در میان آن قرارگرفته است و در دو طرف آن رواق‌ها قرار دارند دورتادور این فضا را کتیبه‌هایی از اشعار میرزا سلیمان خان رکن‌الملک در ترکیبی با اسماء الهی آراسته است. بزرگ‌ترین ایوان مسجد با نقوش زیبای اسلیمی در ضلع جنوبی مسجد قرارگرفته است. در سال‌های اخیر محراب زیبایی در سمت رأس آن ساخته‌شده است.
ازجمله ویژگی‌های این مسجد، برخورداری از شبستان زمستانی و نمازخانه زیر گنبد تابستانی است. شبستان زمستانی، در سمت غرب صحن مسجد و به خاطر گرم‌تر نگه‌داشتن شبستان در فصل زمستان حدود پنجاه سانتی‌متر از سطح مسجد پایین‌تر قرارگرفته است. شبستان تابستانی مسجد با گنبد مرکزی و گنبد خانه‌های جانبی نیز در ضلع جنوبی قرارگرفته و گنبد اصلی بر فراز چهارستون سنگی حجاری‌شده بر روی شبستان استوار شده است. در این شبستان دو محراب به چشم می‌خورد که با کاشی‌های هفت‌رنگ آراسته‌شده‌اند. یکی از محراب‌ها قدیمی و مربوط به دوره قاجار و دیگری در سال ۱۳۸۸ شمسی بر اساس معماری قاجاری توسط احمد کلباسی اشتری به بنای مسجد افزوده‌شده است.

### ماجرای ساخت مسجد رکن الملک
در یکی از سال‌های خشک‌سالی که مردم اصفهان در تنگنای بی‌آبی و قحطی قرار گرفته بودند، میرزا سلیمان خان رکن‌الملک، از محمد تقی نجفی می‌خواهد تا نماز درخواست باران خوانده و از خدا رفع این گرفتاری را بخواهد. پس از فراهم شدن مقدمات برای انجام نماز باران، محمدتقی نجفی از میرزا عبدالرحیم کلباسی درخواست کرد که بر منبر برود و مردم را موعظه کند و با توسل، زمینه را آماده کند تا نماز باران در کمال خشوع و بندگی به جای آورده شود. آقا میرزا عبدالرحیم به آقا نجفی گفت: اجازه بدهید که این موعظه و خطابه را پسرم میرزا رضا انجام دهد و او به منبر برود. اما آقا نجفی پاسخ داد: جلسه به این مهمی را نمی‌توان به دست نوجوانی هجده ساله سپرد. سرانجام میرزا عبدالرحیم کلباسی بالای منبر رفته و پس از کمی موعظه، ادامه این منبر را به پسرش میرزا رضا کلباسی واگذار کرد. محمدتقی نجفی معروف به آقا نجفی که این التجاء و توسل را دید، تحت تأثیر قرار گرفت و پس از اقامه نماز استسقاء، همان‌جا به رکن‌الملک فرمود: شما مسجدی در تخت فولاد بسازید، که ایشان (آقا میرزا رضا) در آن، دعای کمیل بخواند و به وعظ و خطابه بپردازد. بدین ترتیب بنای مسجد رکن‌الملک جهت اقامه نماز و مراسم دعای کمیل محمدرضا کلباسی گذاشته شد و این مراسم معنوی تاکنون که بیش از یک قرن از تأسیس مسجد گذشته، هر سحر شب جمعه با حضور مشتاقان ادامه دارد.

## مراحل ساخت
- دوره اول: ساخت تکیه آباده‌ای توسط رکن‌الملک (۱۲۷۷ ش)
- دوره دوم: ساخت مسجد شامل شبستان (۱۲۷۸ ش)
- دوره سوم: احداث آب‌انبار (۱۲۸۲ ش)
- دوره چهارم: ساخت گنبدخانه، اتاق مسافران و خانه امام جماعت (۱۲۸۵ ش)
- دوره پنجم:این دوره شامل تعمیرات و تغییرات این مجموعه و تأسیس مجتمع فرهنگی دینی رکن‌الملک تحت تولیت احمد کلباسی نواده علامه محمدابراهیم کلباسی[۷] می‌باشد:[۸]

اضافه کردن خانه امام جماعت به شبستان (۱۳۷۵ ش) احداث کتابخانه عمومی و سالن امام خمینی (مجاور شبستان) (۱۳۸۰ ش) ساخت حوزه علمیه رکن‌الملک - واحد خواهران (۱۳۸۱ ش) تبدیل اتاق‌های مسافران به حجره و آب‌انبار به کلاس درس طلاب (۱۳۸۲ش) تأسیس حوزه علمیه رکن‌الملک (واحد برادران) و ساخت حجره‌های جدید بر روی پشت بام مسجد (۱۳۸۷ ش) تعمیر و تکمیل باغ والهیه و احداث حوزه علمیه مالک اشتر (۱۳۹۱ ش) احداث کتابخانه تخصصی حوزوی العظمی کلباسی اشتری (۱۳۹۵ ش) مشهدی محمد والی زاده، نواده آقا محمدکاظم واله اصفهانی عمارت باغ موروثی خود را جهت سکونتمحمدرضا کلباسی و امامان جماعت از فرزندان او وقف کرد.

## افراد مهم مدفون
از جمله افراد مهم مدفون در این مسجد، میرزاسلیمان خان رکن‌الملک، اسماعیل کلباسی، فخرالدین کلباسی و صدرالدین کلباسی هستند.

## نگارخانه

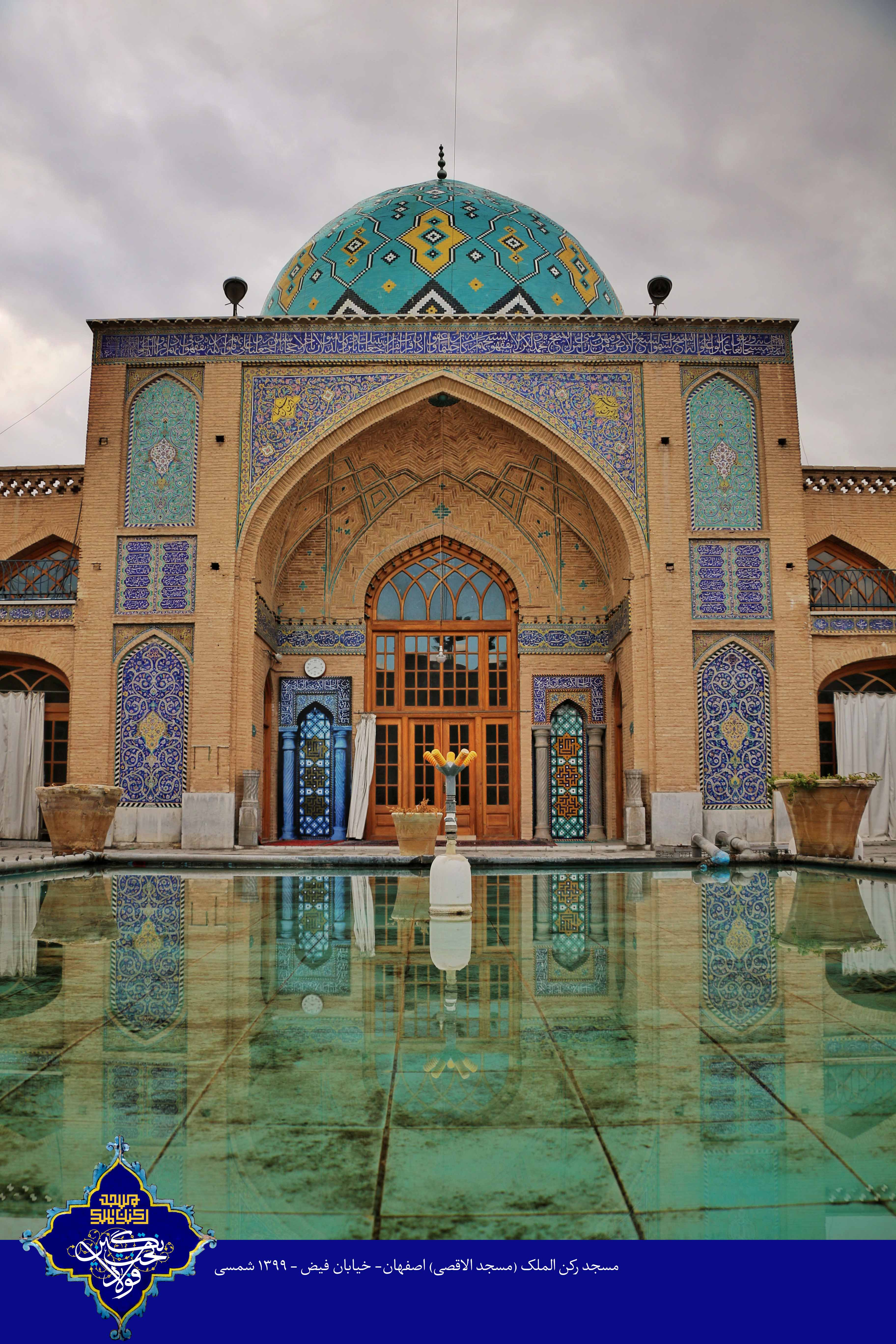
مسجد رکن الملک اصفهان

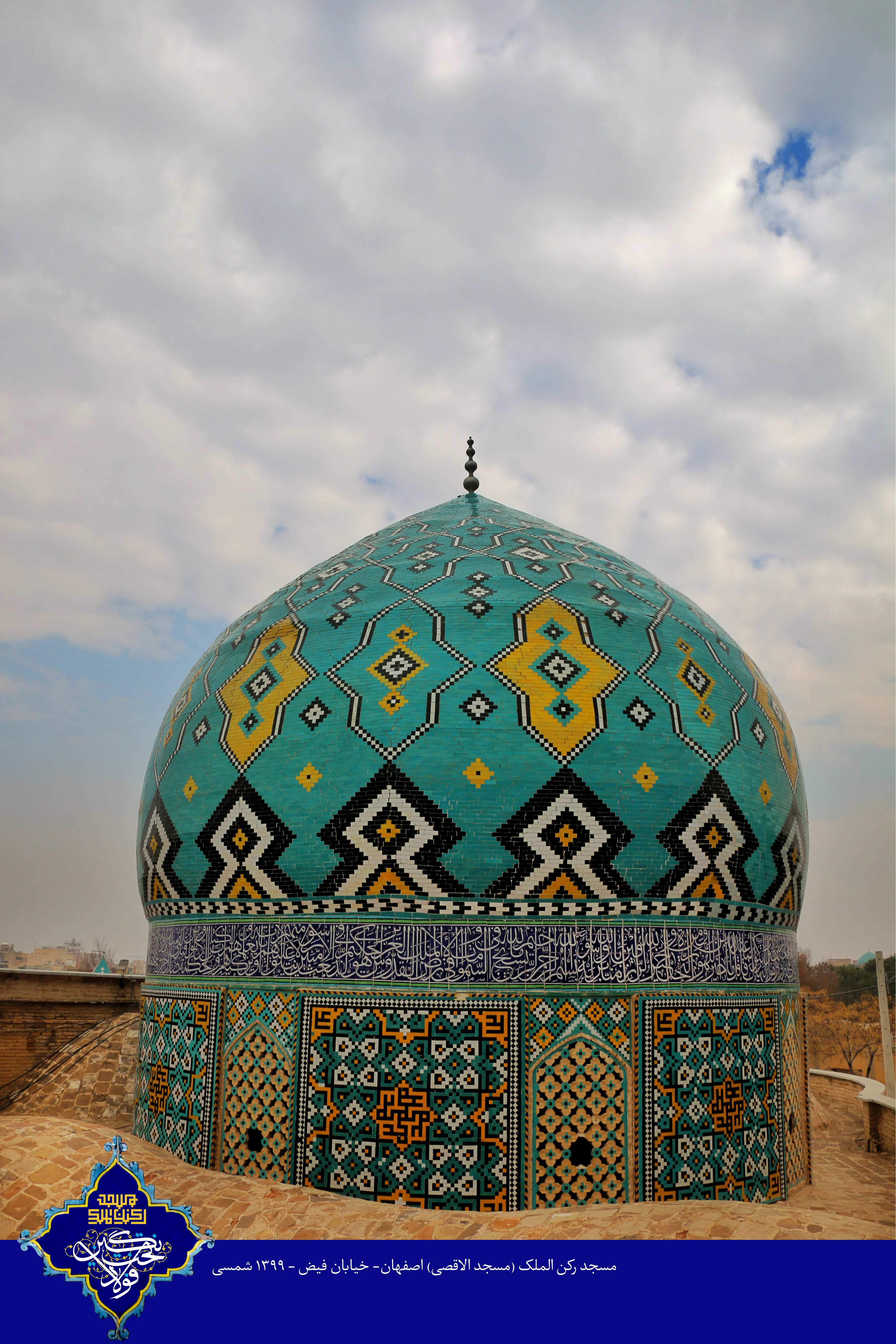
گنبد مسجد رکن الملک عکاس فاطمه عالی